# YUKA
YUKA（ゆか）/村石有香（むらいし ゆか、旧姓：佐藤、1970年12月10日 - ）は日本の女性歌手。宮城県塩竈市出身。シンガーソングライター麻倉未有（あさくら みゆう）としても活動していた。夫はドラマーの村石雅行。
アニメソングをはじめとして、J-POP系アーティストのバックコーラスやステージでのジャズボーカルとしての活動を行っている。

## 概歴
幼少期から鍵盤演奏や声楽をレッスンで身につけ、思春期にダイアナ・ロスの「Touch me in the morning」を聞いた衝動からシンガーを志す。
18歳よりライブハウスのシンガーやスタジオでの仮歌・バックコーラス歌唱といった活動を経験し、1991年12月発売のアニメソングCDアルバム『ドラゴンボールZヒット曲集 Vol.9』内の楽曲で、当時の日本コロムビアより本名「佐藤有香」名義でCDデビューを果たす。
次いで1992年1月より放映されたテレビアニメ『伝説の勇者ダ・ガーン』主題歌(OP/ED)歌唱に抜擢され、当時のビクター音楽産業から主題歌シングルCDをリリース。さらに同年4月からは『キテレツ大百科』の主題歌にも抜擢され、日本コロムビアから「YUKA」名義で同じくシングルCDをリリースした。
1994年から1997年にかけて、麻倉未有（あさくら みゆう）としてシンガーソングライターの活動を「YUKA」と並行して行い、コロムビアからJ-POPアーティストとしてシングル4枚、集大成のアルバム1枚をリリースした。
他アーティストのバックコーラスをレコーディングスタジオやライブ・コンサートで長きにわたり精力的にこなし、松任谷由実のコンサートのセッションに参加して知り合ったドラマーの村石雅行と2000年6月に結婚し、一男一女の母となっている。ステージジャズボーカルとしても東京都心のナイトクラブで活動している。近年はコロムビアのANIMEX絡みで堀江美都子率いる「アニソン女子部」のメンバーに加わり、ANIMEX系アーティストを中心としたアニソンライブにも参加している。
公式サイトによると、近年の活動によるアニソンシンガー名としては「YUKA」、コーラス＆ジャズシンガー名としては「村石有香（本名）/YUKA MURAISHI」を使い分けているとのことである。

## ディスコグラフィ

### シングル
|                                                    | 発売日                         | タイトル                       | c/w                            | 規格                           | 規格品番                       |
| ビクター音楽産業 佐藤有香 名義                     | ビクター音楽産業 佐藤有香 名義 | ビクター音楽産業 佐藤有香 名義 | ビクター音楽産業 佐藤有香 名義 | ビクター音楽産業 佐藤有香 名義 | ビクター音楽産業 佐藤有香 名義 |
| -------------------------------------------------- | ------------------------------ | ------------------------------ | ------------------------------ | ------------------------------ | ------------------------------ |
| 1st                                                | 1992年2月21日                  | 風の未来へ                     | ハレルヤ☀パパイヤ              | 8cmCD                          | VIDL-10207                     |
| 日本コロムビア YUKA 名義                           |                                |                                |                                |                                |                                |
| 2nd                                                | 1992年5月21日                  | お料理行進曲                   | HAPPY BIRTHDAY                 | 8cmCD                          | CODC-19                        |
| 2nd                                                | 1992年5月21日                  | お料理行進曲                   | HAPPY BIRTHDAY                 | CT                             | COSC-317                       |
| 日本コロムビア 麻倉未有 名義                       |                                |                                |                                |                                |                                |
| 3rd                                                | 1995年11月21日                 | ミリオン・キスをもう一度       | 恋のアクトレス                 | 8cmCD                          | CODA-775                       |
| 4th                                                | 1996年2月21日                  | PLEASURE                       | Severe                         | 8cmCD                          | CODA-903                       |
| 5th                                                | 1997年2月21日                  | しっかりしなきゃ               | La Campana                     | 8cmCD                          | CODA-1175                      |
| 6th                                                | 1997年5月21日                  | VOICE TO LOVE                  | SAY HELLO                      | 8cmCD                          | CODA-1175                      |
| 日本コロムビア YUKA SATO 名義                      |                                |                                |                                |                                |                                |
| 7th                                                | 1998年7月18日                  | 僕らのFREEDOM                  | 僕らのFREEDOM (GRAND-PRIX MIX) | 8cmCD                          | CODC-1496                      |
| ビクターエンタテインメント / m-serve YUKA 名義     |                                |                                |                                |                                |                                |
| 8th                                                | 2002年12月4日                  | 未来の記憶                     | White Afternoon                | CCCD                           | VICL-35443                     |
| コロムビアミュージックエンタテインメント YUKA 名義 |                                |                                |                                |                                |                                |
| 9th                                                | 2005年2月23日                  | DESTINY OF THE DESERT          | 蜃気楼                         | Maxi                           | COCC-15740                     |

### アルバム

#### オリジナルアルバム
|                              | 発売日                       | タイトル                     | 規格                         | 規格品番                     |
| 日本コロムビア 麻倉未有 名義 | 日本コロムビア 麻倉未有 名義 | 日本コロムビア 麻倉未有 名義 | 日本コロムビア 麻倉未有 名義 | 日本コロムビア 麻倉未有 名義 |
| ---------------------------- | ---------------------------- | ---------------------------- | ---------------------------- | ---------------------------- |
| 1st                          | 1997年6月21日                | BIRTH OF VOICE               | CD                           | COCA-14288                   |

#### ベストアルバム
|                                                    | 発売日                                             | タイトル                                           | 規格                                               | 規格品番                                           |
| コロムビアミュージックエンタテインメント YUKA 名義 | コロムビアミュージックエンタテインメント YUKA 名義 | コロムビアミュージックエンタテインメント YUKA 名義 | コロムビアミュージックエンタテインメント YUKA 名義 | コロムビアミュージックエンタテインメント YUKA 名義 |
| -------------------------------------------------- | -------------------------------------------------- | -------------------------------------------------- | -------------------------------------------------- | -------------------------------------------------- |
| 1st                                                | 2008年9月17日                                      | YUKA スーパー・ベスト                              | CD                                                 | COCX-35143                                         |

### 参加楽曲
| 発売日         | 商品名                                                | 歌                  | 楽曲                                          | 備考                                                                                 |
| -------------- | ----------------------------------------------------- | ------------------- | --------------------------------------------- | ------------------------------------------------------------------------------------ |
| 1992年3月21日  | ドラゴンボールZ ヒット曲集 10 VIRTUAL TRIANGLE        | 影山ヒロノブ & YUKA | 「HERO (キミがヒーロー)」                     | 映画『ドラゴンボールZ 激突!!100億パワーの戦士たち』エンディングテーマ                |
| 1992年3月21日  | ドラゴンボールZ ヒット曲集 10 VIRTUAL TRIANGLE        | 石原慎一 & YUKA     | 「EなE」                                      | テレビアニメ『ドラゴンボールZ』関連曲                                                |
| 1992年3月21日  | ドラゴンボールZ ヒット曲集 10 VIRTUAL TRIANGLE        | YUKA                | 「keep my way」                               | テレビアニメ『ドラゴンボールZ』関連曲                                                |
| 1992年3月21日  | ドラゴンボールZ ヒット曲集 10 VIRTUAL TRIANGLE        | YUKA                | 「HO・TA・LU」                                | テレビアニメ『ドラゴンボールZ』関連曲                                                |
| 1992年7月1日   | ドラゴンボールZ ヒット曲集 11 “精神と時”の部屋        | YUKA                | 「催眠バナナ」                                | テレビアニメ『ドラゴンボールZ』関連曲                                                |
| 1992年7月1日   | ドラゴンボールZ ヒット曲集 11 “精神と時”の部屋        | YUKA                | 「Brain Dance」                               | テレビアニメ『ドラゴンボールZ』関連曲                                                |
| 1992年7月1日   | ドラゴンボールZ ヒット曲集 11 “精神と時”の部屋        | 影山ヒロノブ & YUKA | 「GIRIGIRI―世界極限―」                        | 映画『ドラゴンボールZ 極限バトル!!三大超サイヤ人』エンディングテーマ                 |
| 1992年7月22日  | 超時空要塞マクロスII オリジナルサウンドトラック       | YUKA                | 「恋のバナナムーン」                          | テレビアニメ『超時空要塞マクロスII』関連曲                                           |
| 1992年9月21日  | ドラゴンボールZ ヒット曲集 12 DBZ A GO GO!!           | YUKA                | 「PLEASE ISSHOU NO ONEGAI!」                  | テレビアニメ『ドラゴンボールZ』関連曲                                                |
| 1992年9月21日  | ドラゴンボールZ ヒット曲集 12 DBZ A GO GO!!           | YUKA                | 「roller-through 55」                         | テレビアニメ『ドラゴンボールZ』関連曲                                                |
| 1992年12月21日 | ドラゴンボールZ ヒット曲集 13 BATTLE & HOPE!!         | YUKA                | 「I'm a positive girl!」                      | テレビアニメ『ドラゴンボールZ』関連曲                                                |
| 1992年12月26日 | 超時空要塞マクロスII オリジナルサウンドトラック vol.2 | YUKA                | 「そこにあるのが未来だから」                  | テレビアニメ『超時空要塞マクロスII』関連曲                                           |
| 1993年3月21日  | ドラゴンボールZ ヒット曲集 14 ストレート              | 影山ヒロノブ & YUKA | 「バーニング・ファイト ―熱戦・烈戦・超激戦―」 | 映画『ドラゴンボールZ 燃えつきろ!!熱戦・烈戦・超激戦』エンディングテーマ             |
| 1993年3月21日  | ドラゴンボールZ ヒット曲集 14 ストレート              | 影山ヒロノブ & YUKA | 「何かが… (未知の力)」                        | テレビアニメ『ドラゴンボールZ』関連曲                                                |
| 1993年3月21日  | ドラゴンボールZ ヒット曲集 14 ストレート              | YUKA                | 「ラブ・ジェット」                            | テレビアニメ『ドラゴンボールZ』関連曲                                                |
| 1993年3月21日  | ドラゴンボールZ ヒット曲集 14 ストレート              | YUKA                | 「トリックスターと帰って来た未来」            | テレビアニメ『ドラゴンボールZ』関連曲                                                |
| 1993年7月21日  | ドラゴンボールZ ヒット曲集 15 Sunlight & City Lights  | YUKA                | 「空と雨と…」                                 | テレビアニメ『ドラゴンボールZ』関連曲                                                |
| 1994年2月23日  | HEART TO HEART                                        | 佐藤有香            | 「笑顔は君の忘れ物」                          | 名古屋テレビ発テレビ朝日系アニメーション『勇者警察ジェイデッカー』エンディングテーマ |

### タイアップ一覧
| 曲名                     | タイアップ                                                                         | 収録作品                             |
| ------------------------ | ---------------------------------------------------------------------------------- | ------------------------------------ |
| 風の未来へ               | 名古屋テレビ発テレビ朝日系アニメーション『伝説の勇者ダ・ガーン』オープニングテーマ | シングル「風の未来へ」               |
| ハレルヤ☀パパイヤ        | 名古屋テレビ発テレビ朝日系アニメーション『伝説の勇者ダ・ガーン』エンディングテーマ | シングル「風の未来へ」               |
| お料理行進曲             | フジテレビ系全国ネット『キテレツ大百科』オープニングテーマ                         | シングル「お料理行進曲」             |
| HAPPY BIRTHDAY           | フジテレビ系全国ネット『キテレツ大百科』エンディングテーマ                         | シングル「お料理行進曲」             |
| ミリオン・キスをもう一度 | テレビ朝日『桃かん』エンディングテーマ                                             | シングル「ミリオン・キスをもう一度」 |
| PLEASURE                 | TBS系『マニア林蔵』オープニングテーマ                                              | シングル「PLEASURE」                 |
| しっかりしなきゃ         | テレビ東京系『ようこそ!ペットの国』エンディングテーマ                              | シングル「しっかりしなきゃ」         |
| VOICE TO LOVE            | 博水社『ハイサワー』イメージソング                                                 | シングル「VOICE TO LOVE」            |
| SAY HELLO                | テレビ東京系『丸山茂樹のゴルフの旋風』エンディングテーマ                           | シングル「VOICE TO LOVE」            |
| 僕らのFREEDOM            | テレビ東京系アニメーション『爆走兄弟レッツ&ゴー!! MAX』新エンディングテーマ        | シングル「僕らのFREEDOM」            |
| 未来の記憶               | フジテレビ系アニメ『キディ・グレイド』オープニング・テーマ                         | シングル「未来の記憶」               |
| DESTINY OF THE DESERT    | CBC・TBS系アニメ『砂ぼうず』オープニング・テーマ                                   | シングル「DESTINY OF THE DESERT」    |
| 蜃気楼                   | CBC・TBS系アニメ『砂ぼうず』エンディング・テーマ                                   | シングル「DESTINY OF THE DESERT」    |

#### DVD
- HOTEI+東大寺　布袋寅泰 SPECIAL LIVE〜FLY INTO YOUR DREAM〜（2009年11月25日、EMIミュージック・ジャパン）
  - 2008年10月18日に奈良市の東大寺大仏殿前特設ステージで行われた布袋寅泰のコンサートにバックコーラスで参加。

## 主なバックコーラス担当楽曲
北出菜奈
- KISS or KISS

桜塚やっくん
- 1000%SOざくね?

SHAZNA
- Melty Love
- すみれ September Love

Dragon Ash
- Under Age's Song

中山美穂
- Rosa

BoA
- Amazing kiss

布袋寅泰
- COSMIC PIRATES
- NO TURNING BACK

MASCHERA
- HYPERDELIC AGE / Still I Love You
- [ékou]
- ラストフォトグラフ

他、多数